# I Don’t Care (singel Ricky’ego Martina)
I Don’t Care – pierwszy singel promujący ósmy studyjny album Ricky’ego Martina zatytułowany Life. Nagrany przy współudziale rapera Fata Joego i piosenkarki R&B Amerie, z hip-hopem i stylistyką rhytm and bluesową ściśle się wiąże. Wydany w trzecim kwartale 2005 roku.
Powstała także hiszpańskojęzyczna wersja utworu zatytułowana „Que Más Dá”, w której wokale Amerie zastępuje Debi Nova.
Martin wykonał utwór „I Don’t Care” podczas ceremonii zamknięcia Zimowych Igrzysk Olimpijskich w 2006 w Turynie.
Teledysk do piosenki wyreżyserowała Diane Martel.